# Eiphosoma minense
Eiphosoma minense är en stekelart som beskrevs av Costa Lima 1953. Eiphosoma minense ingår i släktet Eiphosoma och familjen brokparasitsteklar. Inga underarter finns listade i Catalogue of Life.